# Nathaniel Cooke
Pour les articles homonymes, voir Cook et Cooke.

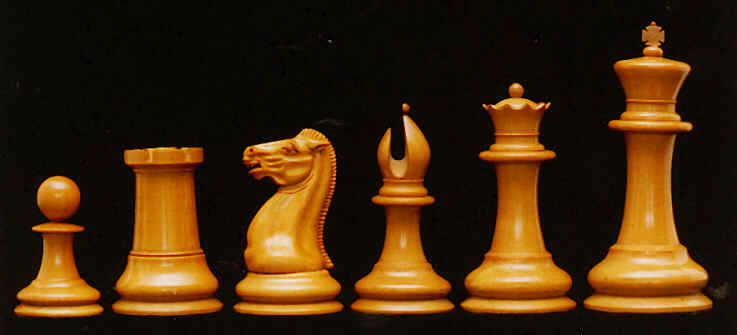
Pièces de jeu d'échecs, de style Staunton, dessinée par Nathaniel Cook.

Nathaniel Cooke est le dessinateur, en 1835 ou 1839, d'un ensemble de pièces de jeu d'échecs. Il enregistra son dessin en septembre 1849 au bureau des brevets où son nom fut fautivement orthographié « Cook » et l'erreur s'est perpétuée depuis dans la littérature échiquéenne. En 1852, Howard Staunton, qui était son ami et rédacteur d'une chronique sur les échecs dans le The Illustrated London News, accepta de promouvoir ses pièces. Chaque jeu de pièces, fabriqué en ivoire ou en bois était accompagné d'un exemplaire du traité d'échecs écrit par Staunton et la boîte portait une étiquette avec la signature de Staunton pour limiter les contrefaçons.
Cet ensemble de pièces, auquel Cooke donna le nom de « Jeu de pièces d'échecs Staunton », est maintenant le modèle standard recommandé par la Fédération internationale des échecs